# Mont Tendre
De Mont Tendre is met 1678,8 m de hoogste berg in het Zwitserse deel van de Jura en een van de hoogste van de gehele Jura. Enkel de in Frankrijk gelegen Crêt de la Neige is nog 41 m hoger.
De top van deze berg is gelegen op het grondgebied van de gemeente Montricher en biedt uitzicht op het meer van Genève en dat van Joux.